# Személy (nyelvészet)
A nyelvészetben a személy olyan grammatikai kategória, mely a nyelvi kommunikációban résztvevőkre és a létrejött megnyilatkozásra való utaláson alapszik. A legegyszerűbb esetben a kommunikációs helyzetet egy beszélő (az egyes szám 1. személy), egy címzett, akihez a megnyilatkozás szól (az egyes szám 2. személy) és a kommunikáció tárgya, azaz egy vagy több lény, egy vagy több dolog (az egyes, illetve többes szám 3. személy) közötti viszony határozza meg. A kommunikációs helyzetet meghatározhatják összetettebb viszonyok is. A beszélő társulhat a címzettel vagy több címzettel, esetleg egy vagy több olyan személlyel is, akik a kommunikáció tárgyát képezik (beleértő többes szám 1. személy), vagy csak egy vagy több, a kommunikáció tárgyát képező személlyel (kizáró többes szám 1. személy). Ezen kívül a beszélő társíthatja a címzettet még egy vagy több címzettel, esetleg egy vagy több jelen nem lévő személlyel is (többes szám 2. személy).
A grammatikai személy elsősorban az igére, a személyes névmásra és a birtokos névmásra jellemző, és együtt nyilvánul meg a szám kategóriájával. Más szófajok is hordozhatják a személy kategóriáját, mint például a magyar nyelvben a birtokot megnevező főnév és a névutó.

## Valós személy és alaktanilag jelzett személy
A valós személy és az alaktanilag jelzett nem mindig esik egybe, és az egybeesés hiányának nyelvtől függően különböző esetei lehetnek.

### Az udvariassági harmadik személy
Egyes nyelvekben, mint például a szláv nyelvek vagy a francia nyelv, az udvarias közlésben is a második személyt használják, azzal a különbséggel, hogy egyetlen címzettel is annak a többes számát. Más nyelvekben viszont, mint a magyarban vagy a spanyolban, egy címzettnek az egyes szám 3. személy jár, többnek pedig a többes szám 3. személy. Ez úgy az igére, mint a személyes névmásra is érvényes, ez utóbbi pedig lehet specifikus. Példák:
(spanyolul) specifikus névmásokkal:
Usted no es de aquí, ¿verdad? ’Maga/Ön nem idevalósi, igaz?’;
¡Salgan ustedes! ’Menjenek ki!’;
(olaszul) nem specifikus névmásokkal:
Lei non è troppo alta, Signora ’Ön nem túl magas, asszonyom’ (Lei eredetileg nőnemű ’ő’);
Lei è molto gentile, Signore ’Ön nagyon kedves, uram’ (Ugyanaz a Lei hímnemű címzethez is szól);
Signori Conti, (Voi) siete italiani? vagy Signori Conti, Loro sono italiani? ’Conti úr és Conti asszony, önök olaszok?’ (Az eredetileg ’ők’ jelentésű Loro nem kötelező a szokásos Voi ’ti’ tegezésben is használt névmás helyett).

### A határozatlan és az általános alany személye
Különböző nyelvekben a határozatlan és az általános alany különböző személyekkel fejezhető ki, olykor többel egyazon nyelvben.
A magyar nyelvben a határozatlan alany lehet egyes szám 3. személyű, amikor határozatlan névmással fejezik ki [„Ha jó vagyok, hátam mögött / Jár valaki s azért vagyok, / S ha rossz vagyok, / Valaki elébem szökött” (Ady: Az elsőség jósága)], vagy többes szám 3. személyű, külön szó nélkül kifejezve: „Számon tarthatják, mit telefonoztam s mikor, miért, kinek. Aktába írják, miről álmodoztam” (József A.: Levegőt!). Az általános alany is lehet egyes szám 3. személyű, például az ember főnévvel vagy általános névmással kifejezve (Senki sem sírja ki a szemét a más szerencsétlenségén), de külön szó nélkül kifejezve lehet többes szám 3. személyű (Amint fújják, úgy táncol), többes szám 1. személyű (Árnyékáért becsüljük a vén fát), valamint egyes szám 2. személyű is: Szólj igazat, betörik a fejed.
A francia nyelvben az alanynak mindig külön szóként kell jelen lennie, kivéve mikor az állítmány felszólító módú. A határozatlan vagy az általános alany legtöbbször egyes szám 3. személyben van, az on határozatlan személyes névmással kifejezve: On a souvent besoin d'un plus petit que soi ’Gyakran nálunk kisebb valakire van szükségünk’ Van ugyancsak egyes szám 3. személyben visszaható alakú személytelen igével szenvedő jelentésűnek nevezett szerkezet is, melyben az il ’ő’ névmás a grammatikai alany, és a cselekvő általános: Il se vend beaucoup de livres ’Sok könyvet adnak el’. Általános alany lehet többes szám 2. személyű is: Vous marchez parfois des heures dans ce pays sans rencontrer âme qui vive ’Olykor az ember órákon át jár ezen a vidéken anélkül, hogy egyetlen lélekkel is találkozna.

## A személy kifejezése
A magyar nyelvben a személy kifejezhető a személyragokkal, a személyes névmásokkal, a birtokos névmásokkal és a birtokos személyjelekkel. Az indoeurópai nyelvekben általában a személy morfémai ugyanazok, a birtokos személyjeleken kívül. Ezek funkciójával birtokos determinánsokat használnak.

### Az ige terén
Egyes nyelvekben, mint a magyar, a személyrag, még ha nulla személyrag is van, elegendő az ige személyének jelzésére minden igemódban és igeidőben. Ugyanaz a helyzet a szláv nyelvek esetében is, például a közép-délszláv diarendszerhez tartozókéban (szerb nyelv stb.). Az újlatin nyelvek közül ez például a románra érvényes általában.
Más nyelvekben az ige személyes alakjai lerövidültek, minek következtében a személyragok száma lecsökkent, és előállt személyek összetévesztésének a veszélye. A franciában például vannak olyan igekategóriák, amelyek esetében egyes igeidőkben négy személyrag háromféleképpen íródik, de a beszédben csak az igető hallatszik, tehát négy személyben az ige egyformán hangzik. Ezért a személy morfémája nagy mértékben a külön szóval kifejezett alany lett, következésképpen az ige csak ilyen szó mellett jelenik meg. Harmadik személyben ez főnév, névmás, vagy ritkábban főnévi igenév, első és második személyben személyes névmás. Az angol nyelvben ilyen morféma még szükségesebb, mivel például a szabályos igék egyszerű jelen ideje esetében csak az egyes szám 3. személyt jelzi rag. Példák (a személy morfémái, azaz a ragok és a névmások, félkövér betűkkel):
| Szám   | Személy | Magyar    | Szerb  | Román   | Francia            | Angol           |
| ------ | ------- | --------- | ------ | ------- | ------------------ | --------------- |
| Egyes  | 1.      | énekelek  | pevam  | cânt    | je chante          | I sing          |
| Egyes  | 2.      | énekelsz  | pevaš  | cânți   | tu chantes         | you sing        |
| Egyes  | 3.      | énekel    | peva   | cântă   | il/elle chante     | he/she/it sings |
| Többes | 1.      | énekelünk | pevamo | cântăm  | nous chantons      | we sing         |
| Többes | 2.      | énekeltek | pevate | cântați | vous chantez       | you sing        |
| Többes | 3.      | énekelnek | pevaju | cântă   | ils/elles chantent | they sing       |

A magyar nyelvben a főnévi igenév is hordozhatja a személy kategóriáját, a hozzáadott személyragok révén akkor, amikor az állítmány személytelen, és pontosítani akarjuk a cselekvő személyét: Nem kell szomorkodnod. Ez ritka az indoéurópai nyelvekben. Megvan például a portugálban: No caso de (tu) estares doente, não vou à festa ’Ha esetleg megbetegedsz, nem megyek az ünnepélyre’.
Más nyelvekben az igenevek általában közvetve hordozzák a személy kategóriáját, mivel rendszerint cselekvőjük az őket alárendelő ige alanya. Amikor kivételesen más cselekvőjük van, ezt egy külön szó fejezi ki. Példák:
- főnévi igenévvel: (franciául) Nous regardions les avions s’éloigner dans la nuit ’Néztük az éjszakában eltávolodó repülőgépeket’;[17]
- melléknévi igenévvel: (franciául) La neige n’arrêtant pas de tomber, la circulation était très difficile ’Mivel a havazás nem állt el, a közlekedés nagyon nehéz volt’.[18]

### Más szófajok terén
Az igén és a személyes névmáson kívül a birtoklást kifejező szerkezetekben is jelen van a személy kategóriája. Sajátja például a birtokos névmásnak:
| Magyar   | Szerb | Francia   | Angol | Román |
| -------- | ----- | --------- | ----- | ----- |
| az enyém | moja  | la mienne | mine  | a mea |

Egyes nyelvekben van birtokos determináns is, melynek a magyar birtokjel felel meg:
| Magyar | Szerb     | Francia   | Angol    | Román    |
| ------ | --------- | --------- | -------- | -------- |
| házam  | moja kuća | ma maison | my house | casa mea |

A magyarban még megemlítendő a személyragos névutó is: előttem, irántam.